# Martín Gómez le Vieux

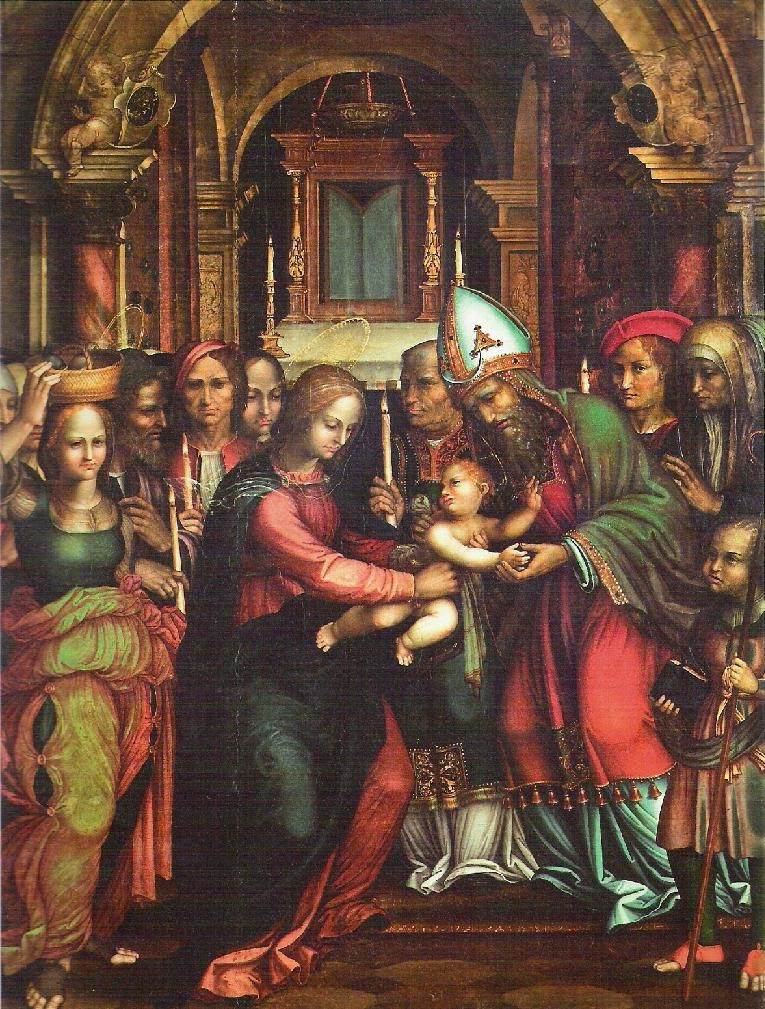
Présentation de l'Enfant au Temple
Musée diocésain de Cuenca

Martín Gómez le Vieux est un peintre espagnol de la Renaissance, né vers 1500, mort à Cuenca en 1562.
Il a été à l'origine d'une famille de peintres espagnols et le grand-père de l'architecte Juan Gómez de Mora.

## Une famille de peintres espagnols
Juan Gómez appartient à une famille de peintres espagnols travaillant à Cuenca, avec :
- Martín Gómez le Vieux (vers 1500 – 1562),
  - Gonzalo Gómez,
    - Martín Gómez le Jeune, documenté entre 1578 et 1611, il a travaillé à l'Escurial entre 1592 et 1599-1600 avant de revenir à Cuenca, mort en 1611,
    - Juan Gómez, mort en 1597,
      - Juan Gómez de Mora

    - Francisco Gómez

  - Julán Gómez.

## Biographie
Parmi les documents concernant le peintre, on sait par la lecture de sa lettre de dot d'avril 1526, on constate qu'il ne savait pas signer et écrire. Ce même document nous apprend qu'il est le fils de Julián Gómez, habitant de la ville de San Clemente, probablement né hors mariage. Il s'est marié avec Catalina de Castro, fille du peintre Gonzalo de Castro, domicilié dans le quartier de San Esteban de Cuenca. Avec son beau-père et ses beaux-frères, Diego et Pedro de Castro, il a intégré l'atelier le plus actif du diocèse, qu'il a dirigé après la mort de Gonzalo de Castro en 1535.
Dans cette période, entre 1525 et 1531, le peintre Fernando Yáñez de la Almedina est présent à Cuenca où il réalise le retable de la Crucifixion pour la chapelle de los Caballeros de la cathédrale. Cette présence de Yáñez à Cuenca y a introduit la connaissance de l'art italien de la Renaissance et ouvert de nouvelles voies pour la peinture locale amorcées par Martín Gómez le Vieux et qui vont s'épanouir pleinement avec ses petits-fils, Juan Gómez et Martín Gómez le Jeune qui ont travaillé à l'Escurial.
De son mariage avec Catalina de Castro il a eu trois enfants, dont deux ont été peintres, Gonzalo Gómez et Julán Gómez, et Catalina mariée avec Mateo Calvete, procureur.
À sa mort, en 1562, l'atelier a été repris par Gonzalo Gómez, né en 1531, qui était associé à son père depuis 1552 pour la réalisation d'œuvres comme le retable des saints Matthieu et Laurent de la cathédrale de Cuenca.

## Source de la traduction
- (es) Cet article est partiellement ou en totalité issu de l’article de Wikipédia en espagnol intitulé « Martín Gómez el Viejo » (voir la liste des auteurs).